# Mycetophila pucatrihuana
Mycetophila pucatrihuana är en tvåvingeart som beskrevs av Duret 1992. Mycetophila pucatrihuana ingår i släktet Mycetophila och familjen svampmyggor. Inga underarter finns listade i Catalogue of Life.